# Dunja Mijatović

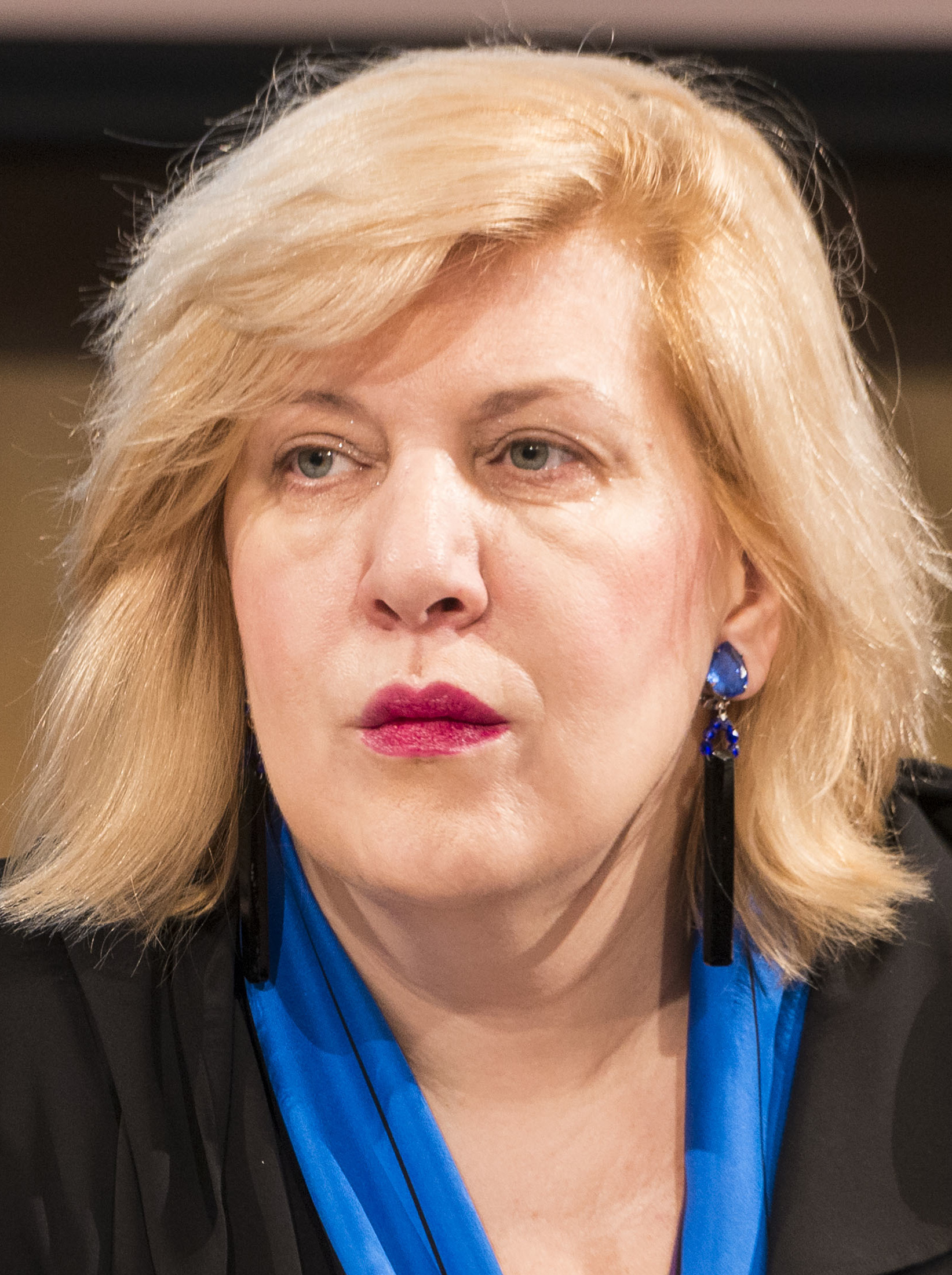
Dunja Mijatović

Dunja Mijatović, född den 8 september 1964 i Sarajevo i Bosnien och Hercegovina, var Europarådets kommissionär för mänskliga rättigheter mellan 1 april 2018 och 31 mars 2024.
Dunja Mijatović utbildade sig vid Universitetet i Sarajevo med en kandidatexamen 1987, samt en magisterexamen i europeiska studier 2002. Hon deltog 1998 vid bildandet av Bosniens och Hercegovinas telekommunikationsregleringsmyndighet och att därvid etablera policies och det juridiska regelverket. Hon har varit chef för regleringsmyndighetens byrå för radio och television samt 2007–2010 ordförande för samarbetsorganisationen European Platform of Regulatory Authorities.
2010 utsågs hon till representant för mediafrihet för Organisationen för säkerhet och samarbete i Europa (OSCE) i Wien i Österrike. Sedan 2018 var hon Europarådets kommissionär för mänskliga rättigheter.